# Lembeni
Lembeni è una circoscrizione mista (mixed ward) della Tanzania situata nel distretto di Mwanga, regione del Kilimangiaro. Conta una popolazione di 11 780 abitanti (censimento 2012).